# Association Sportive de Saint-Étienne Loire 2014-2015
Questa voce raccoglie le informazioni riguardanti l'Association Sportive de Saint-Étienne Loire nelle competizioni ufficiali della stagione 2014-2015.

## Stagione
La stagione 2014-2015 del Saint-Étienne è la 62ª stagione del club in Ligue 1; la squadra partecipa anche all'Europa League. Christophe Galtier viene riconfermato nel ruolo di allenatore.

## Rosa
| N. |                           | Ruolo | Calciatore                |
| -- | ------------------------- | ----- | ------------------------- |
| 1  | Francia (bandiera)        | P     | Baptiste Valette          |
| 2  | Francia (bandiera)        | D     | Kévin Théophile-Catherine |
| 5  | Francia (bandiera)        | C     | Franck Tabanou            |
| 6  | Francia (bandiera)        | C     | Jérémy Clément            |
| 7  | Costa d'Avorio (bandiera) | A     | Max Gradel                |
| 8  | Francia (bandiera)        | C     | Benjamin Corgnet          |
| 9  | Brasile (bandiera)        | A     | Brandão                   |
| 10 | Francia (bandiera)        | C     | Renaud Cohade             |
| 11 | Francia (bandiera)        | C     | Yohan Mollo               |
| 13 | Paesi Bassi (bandiera)    | A     | Ricky van Wolfswinkel     |
| 14 | Camerun (bandiera)        | C     | Landry N'Guémo            |
| 16 | Francia (bandiera)        | P     | Stéphane Ruffier          |
| 18 | Francia (bandiera)        | C     | Fabien Lemoine            |

| N. |                           | Ruolo | Calciatore          |
| -- | ------------------------- | ----- | ------------------- |
| 19 | Turchia (bandiera)        | A     | Mevlüt Erdinç       |
| 20 | Francia (bandiera)        | D     | Jonathan Brison     |
| 21 | Francia (bandiera)        | C     | Romain Hamouma      |
| 22 | Francia (bandiera)        | A     | Kévin Monnet-Paquet |
| 23 | Francia (bandiera)        | D     | Paul Baysse         |
| 24 | Francia (bandiera)        | D     | Loïc Perrin         |
| 26 | Senegal (bandiera)        | D     | Moustapha Sall      |
| 27 | Francia (bandiera)        | C     | Franck Tabanou      |
| 28 | Costa d'Avorio (bandiera) | C     | Ismaël Diomandé     |
| 29 | Francia (bandiera)        | D     | François Clerc      |
| 30 | Francia (bandiera)        | P     | Jessy Moulin        |
| 32 | Francia (bandiera)        | D     | Jerrold Nyemeck     |
| 33 | Francia (bandiera)        | A     | Allan Saint-Maximin |

## Calciomercato

### Sessione estiva(dall'1/7 al 2/9)
| Acquisti | Acquisti              | Acquisti     | Acquisti   |
| R.       | Nome                  | da           | Modalità   |
| -------- | --------------------- | ------------ | ---------- |
| A        | Kévin Monnet-Paquet   | Lorient      | definitivo |
| A        | Ricky van Wolfswinkel | Norwich City | definitivo |

| Cessioni | Cessioni           | Cessioni        | Cessioni      |
| R.       | Nome               | a               | Modalità      |
| -------- | ------------------ | --------------- | ------------- |
| D        | Kurt Zouma         | Chelsea         | definitivo    |
| D        | Jean-Pascal Mignot |                 | svincolato    |
| D        | Benoît Trémoulinas | Dinamo Kiev     | fine prestito |
| C        | Josuha Guilavogui  | Atlético Madrid | fine prestito |
| A        | Brandão            | Bastia          | prestito      |
| A        | Lynel Kitambala    | Charleroi       | definitivo    |
| A        | Bănel Nicoliță     |                 | svincolato    |

### Sessione invernale(dal 3/1 al 2/2)
| Acquisti | Acquisti       | Acquisti | Acquisti   |
| R.       | Nome           | da       | Modalità   |
| -------- | -------------- | -------- | ---------- |
| C        | Landry N'Guémo |          | svincolato |

| Cessioni | Cessioni | Cessioni | Cessioni |
| R.       | Nome     | a        | Modalità |
| -------- | -------- | -------- | -------- |

## Risultati

### Ligue 1

#### Girone d'andata
| Arbitro: | Lesage |

|  |           |                          |
|  | Marcatori | 39’ (rig.), 90+2’ Erdinç |

| Arbitro: | Gautier |

|                                         |           |                   |
| Gradel 60’ Monnet-Paquet 70’ Erdinç 81’ | Marcatori | 27’ (aut.) Perrin |

| Saint-Étienne 24 agosto 2014, ore 17:00 CEST 3ª giornata | Saint-Étienne | 0 – 0 referto | Rennes | Stade Geoffroy-Guichard (30.967 spett.)\| Arbitro: \| Buquet \| |
| Arbitro:                                                 | Buquet        |               |        |                                                                 |

| Arbitro: | Turpin |

|                                                         |           |  |
| Ruffier 24’ (aut.) Ibrahimović 41’, 62’, 72’ Cavani 63’ | Marcatori |  |

| Arbitro: | Moreira |

|                   |           |  |
| Pierre 74’ (aut.) | Marcatori |  |

| Arbitro: | Ennjimi |

|  |           |             |
|  | Marcatori | 82’ Lemoine |

| Arbitro: | Jaffredo |

|                     |           |           |
| van Wolfswinkel 31’ | Marcatori | 39’ Ilori |

| Arbitro: | Fautrel |

|                     |           |            |
| Imbula 7’ Payet 28’ | Marcatori | 53’ Brison |

| Arbitro: | Delerue |

|  |           |                |
|  | Marcatori | 22’ Ben Yedder |

| Arbitro: | Buquet |

|  |           |             |
|  | Marcatori | 87’ Lemoine |

| Arbitro: | Gautier |

|            |           |  |
| Gradel 74’ | Marcatori |  |

| Arbitro: | Bastien |

|          |           |            |
| Frey 16’ | Marcatori | 60’ Gradel |

| Arbitro: | Lannoy |

|                     |           |            |
| van Wolfswinkel 58’ | Marcatori | 17’ Traoré |

| Nantes 23 novembre 2014, ore 14:00 CET 14ª giornata | Nantes  | 0 – 0 referto | Saint-Étienne | Stade de la Beaujoire (32.324 spett.)\| Arbitro: \| Ennjimi \| |
| Arbitro:                                            | Ennjimi |               |               |                                                                |

| Arbitro: | Turpin |

|                                         |           |  |
| Sall 18’ van Wolfswinkel 40’ Cohade 68’ | Marcatori |  |

| Arbitro: | Thual |

|  |           |                      |
|  | Marcatori | 22’ Pogba 43’ Baysse |

| Arbitro: | Rainville |

|                     |           |  |
| van Wolfswinkel 40’ | Marcatori |  |

| Nizza 14 dicembre 2014, ore 17:00 CET 18ª giornata | Nizza    | 0 – 0 referto | Saint-Étienne | Allianz Riviera (18.493 spett.)\| Arbitro: \| Jaffredo \| |
| Arbitro:                                           | Jaffredo |               |               |                                                           |

| Arbitro: | Delerue |

|                                           |           |  |
| Gradel 2’ van Wolfswinkel 20’ Hamouma 65’ | Marcatori |  |

#### Girone di ritorno
| Arbitro: | Moreira |

|                   |           |                       |
| Cohade 90’ (aut.) | Marcatori | 44’ Mollo 50’ Hamouma |

| Rennes 18 gennaio 2015, ore 17:00 CET 21ª giornata | Rennes | 0 – 0 referto | Saint-Étienne | Stade de la Route de Lorient (17.555 spett.)\| Arbitro: \| Lannoy \| |
| Arbitro:                                           | Lannoy |               |               |                                                                      |

| Arbitro: | Buquet |

|  |           |                        |
|  | Marcatori | 61’ (rig.) Ibrahimović |

| Arbitro: | Varela |

|           |           |  |
| Féret 41’ | Marcatori |  |

| Arbitro: | Thual |

|                                  |           |                                        |
| N'Guémo 18’ Mollo 57’ Erdinç 83’ | Marcatori | 60’, 69’ (rig.) Touzghar 77’ Chavarría |

| Arbitro: | Gautier |

|           |           |  |
| Rolán 42’ | Marcatori |  |

| Saint-Étienne 22 febbraio 2015, ore 21:00 CET 26ª giornata | Saint-Étienne | 2 – 2 | Olympique Marsiglia | Stade Geoffroy-Guichard |

| Tolosa 28 febbraio 2015, ore 20:00 CET 27ª giornata | Tolosa | 1 – 1 | Saint-Étienne | Stadium Municipal |

| Saint-Étienne 7 marzo 2015, ore ? CET 28ª giornata | Saint-Étienne | 2 – 0 | Lorient | Stade Geoffroy-Guichard |

| Metz 14 marzo 2015, ore ? CET 29ª giornata | Metz | 2 – 3 | Saint-Étienne | Stade Saint-Symphorien |

| Saint-Étienne 21 marzo 2015, ore ? CET 30ª giornata | Saint-Étienne | 2 – 0 | Lilla | Stade Geoffroy-Guichard |

| Monaco 4 aprile 2015, ore ? CEST 31ª giornata | Monaco | 1 – 1 | Saint-Étienne | Stade Louis II |

| Saint-Étienne 12 aprile 2015, ore ? CEST 32ª giornata | Saint-Étienne | 1 – 0 | Nantes | Stade Geoffroy-Guichard |

| Lione 18 aprile 2015, ore ? CEST 33ª giornata | Olympique Lione | 2 – 2 | Saint-Étienne | Stade de Gerland |

| Saint-Étienne 25 aprile 2015, ore ? CEST 34ª giornata | Saint-Étienne | 1 – 0 | Montpellier | Stade Geoffroy-Guichard |

| Furiani 3 maggio 2015, ore ? CEST 35ª giornata | Bastia | 1 – 0 | Saint-Étienne | Stade Armand Cesari |

| Saint-Étienne 9 maggio 2015, ore ? CEST 36ª giornata | Saint-Étienne | 5 – 0 | Nizza | Stade Geoffroy-Guichard |

| Annecy 16 maggio 2015, ore ? CEST 37ª giornata | Évian TG | 1 – 2 | Saint-Étienne | Parc des Sports |

| Saint-Étienne 23 maggio 2015, ore ? CEST 38ª giornata | Saint-Étienne | – | Guingamp | Stade Geoffroy-Guichard |

### Coppa di Francia

#### Fase a eliminazione diretta
| Arbitro: | Turpin |

|               |           |  |
| Tabanou 90+7’ | Marcatori |  |

| Arbitro: | Rainville |

|                                                   |           |                                                              |
| Sall 10’ (aut.) Adnane 75’ Bergougnoux 80’ (rig.) | Marcatori | 64’, 118’ Monnet-Paquet 71’, 73’ van Wolfswinkel 105’ Erdinç |

| Arbitro: | Kalt |

|             |           |                                     |
| Bouazza 28’ | Marcatori | 18’ van Wolfswinkel 80’ (aut.) Cros |

| Boulogne-sur-Mer 3 marzo 2015, ore ? CET Quarti di finale | Boulogne | – | Saint-Étienne | Stade de la Libération |

### Coppa di Lega

#### Fase a eliminazione diretta
| Arbitro: | Bastien |

|  |           |             |
|  | Marcatori | 48’ Hamouma |

| Arbitro: | Ennjimi |

|  |           |                 |
|  | Marcatori | 72’ Ibrahimović |

### Europa League

#### Turni preliminari
| Arbitro: | Borski |

|             |           |  |
| Kumbela 60’ | Marcatori |  |

| Arbitro: | Aranovskyi |

|                                           |                      |                                  |
| Monnet-Paquet 13’                         | Marcatori            |                                  |
| Cohade Pogba Monnet-Paquet Clément Gradel | Tiri di rigore 4 – 3 | Özgenç Özmert Mabiala Akgün Özek |

#### Fase a gironi
| Baku 18 settembre 2014, ore 22:00 UTC+4 Gruppo F - 1ª giornata | Qarabağ | 0 – 0 referto | Saint-Étienne | Tofiq Bahramov Stadium (28.786 spett.)\| Arbitro: \| McLean \| |
| Arbitro:                                                       | McLean  |               |               |                                                                |

| Saint-Étienne 2 ottobre 2014, ore 21:05 CEST Gruppo F - 2ª giornata | Saint-Étienne | 0 – 0 referto | Dnipro | Stade Geoffroy-Guichard (28.207 spett.)\| Arbitro: \| Tudor \| |
| Arbitro:                                                            | Tudor         |               |        |                                                                |

| Milano 23 ottobre 2014, ore 21:05 CEST Gruppo H - 3ª giornata | Inter  | 0 – 0 referto | Saint-Étienne | Stadio Giuseppe Meazza (33.379 spett.)\| Arbitro: \| Taylor \| |
| Arbitro:                                                      | Taylor |               |               |                                                                |

| Arbitro: | Vinčić |

|          |           |          |
| Sall 50’ | Marcatori | 33’ Dodô |

| Arbitro: | Jakobsson |

|                     |           |             |
| van Wolfswinkel 21’ | Marcatori | 15’ Nadirov |

| Arbitro: | Strahonja |

|               |           |  |
| Fedec'kyj 66’ | Marcatori |  |

## Statistiche
Aggiornate al 15 febbraio 2015

### Statistiche di squadra
| Competizione     | Punti | In casa | In casa | In casa | In casa | In casa | In casa | In trasferta | In trasferta | In trasferta | In trasferta | In trasferta | In trasferta | Totale | Totale | Totale | Totale | Totale | Totale | DR  |
| Competizione     | Punti | G       | V       | N       | P       | Gf      | Gs      | G            | V            | N            | P            | Gf           | Gs           | G      | V      | N      | P      | Gf     | Gs     | DR  |
| ---------------- | ----- | ------- | ------- | ------- | ------- | ------- | ------- | ------------ | ------------ | ------------ | ------------ | ------------ | ------------ | ------ | ------ | ------ | ------ | ------ | ------ | --- |
| Ligue 1          | 63    | 18      | 11      | 5       | 2       | 30      | 10      | 18           | 6            | 7            | 5            | 17           | 18           | 36     | 17     | 12     | 7      | 47     | 28     | +9  |
| Coppa di Francia | -     | 1       | 1       | 0       | 0       | 1       | 0       | 2            | 2            | 0            | 0            | 7            | 4            | 3      | 3      | 0      | 0      | 8      | 4      | +4  |
| Coppa di Lega    | -     | 1       | 0       | 0       | 1       | 0       | 1       | 1            | 1            | 0            | 0            | 1            | 0            | 2      | 1      | 0      | 1      | 1      | 1      | 0   |
| Europa League    | 5     | 4       | 1       | 3       | 0       | 3       | 2       | 4            | 0            | 2            | 2            | 0            | 2            | 8      | 1      | 5      | 2      | 3      | 4      | -1  |
| Totale           | 68    | 24      | 12      | 9       | 3       | 34      | 13      | 25           | 9            | 9            | 7            | 25           | 24           | 49     | 22     | 17     | 10     | 59     | 37     | +12 |

### Andamento in campionato
| Giornata  | 1 | 2 | 3 | 4 | 5 | 6 | 7 | 8 | 9  | 10 | 11 | 12 | 13 | 14 | 15 | 16 | 17 | 18 | 19 | 20 | 21 | 22 | 23 | 24 | 25 | 26 | 27 | 28 | 29 | 30 | 31 | 32 | 33 | 34 | 35 | 36 | 37 | 38 |
| --------- | - | - | - | - | - | - | - | - | -- | -- | -- | -- | -- | -- | -- | -- | -- | -- | -- | -- | -- | -- | -- | -- | -- | -- | -- | -- | -- | -- | -- | -- | -- | -- | -- | -- | -- | -- |
| Luogo     | T | C | C | T | C | T | C | T | C  | T  | C  | T  | C  | T  | C  | T  | C  | T  | C  | T  | T  | C  | T  | C  | T  | C  | T  | C  | T  | C  | T  | C  | T  | C  | T  | C  | T  | C  |
| Risultato | V | V | N | P | V | V | N | P | P  | V  | V  | N  | N  | N  | V  | V  | V  | P  | V  | V  | N  | P  | P  | N  | P  | N  | N  | V  | V  | V  | N  | V  | N  | V  | P  | V  | V  | V  |
| Posizione | 3 | 2 | 2 | 8 | 4 | 3 | 3 | 6 | 10 | 5  | 4  | 5  | 6  | 7  | 5  | 4  | 4  | 4  | 4  | 3  | 4  | 4  | 4  | 4  | 5  | 5  | 5  | 5  | 5  | 5  | 5  | 5  | 4  | 4  | 4  | 4  | 4  | 4  |

Fonte:  Classements, su lfp.fr, LFP.
Legenda:

Luogo: C = Casa; T = Trasferta. Risultato: V = Vittoria; N = Pareggio; P = Sconfitta.

### Statistiche dei giocatori
| Giocatore              | Ligue 1  | Ligue 1 | Ligue 1     | Ligue 1    | Coppa di Francia Coppa di Lega | Coppa di Francia Coppa di Lega | Coppa di Francia Coppa di Lega | Coppa di Francia Coppa di Lega | Europa League | Europa League | Europa League | Europa League | Totale   | Totale | Totale      | Totale     |
| Giocatore              | Presenze | Reti    | Ammonizioni | Espulsioni | Presenze                       | Reti                           | Ammonizioni                    | Espulsioni                     | Presenze      | Reti          | Ammonizioni   | Espulsioni    | Presenze | Reti   | Ammonizioni | Espulsioni |
| ---------------------- | -------- | ------- | ----------- | ---------- | ------------------------------ | ------------------------------ | ------------------------------ | ------------------------------ | ------------- | ------------- | ------------- | ------------- | -------- | ------ | ----------- | ---------- |
| J. Bamba               | 2        | 0       | 0           | 0          | 1+0                            | 0                              | 0                              | 0                              | -             | -             | -             | -             | 3        | 0      | 0           | 0          |
| P. Baysse              | 7        | 1       | 1           | 0          | 2+1                            | 0                              | 0                              | 0                              | 2             | 0             | 0             | 0             | 12       | 1      | 1           | 0          |
| J. Brison              | 12       | 1       | 3           | 0          | 1+0                            | 1+0                            | 0                              | 0                              | 4             | 0             | 1             | 0             | 17       | 2      | 4           | 0          |
| J. Clément             | 18       | 0       | 2           | 0          | 3+2                            | 0                              | 1+0                            | 0                              | 7             | 0             | 2             | 0             | 30       | 0      | 5           | 0          |
| F. Clerc               | 5        | 0       | 0           | 0          | -                              | -                              | -                              | -                              | 1             | 0             | 0             | 0             | 6        | 0      | 0           | 0          |
| R. Cohade              | 17       | 1       | 2           | 0          | 1+2                            | 0                              | 0                              | 0                              | 7             | 0             | 0             | 0             | 27       | 1      | 2           | 0          |
| B. Corgnet             | 14       | 0       | 2           | 0          | 0+2                            | 0                              | 0+1                            | 0                              | 3             | 0             | 0             | 0             | 19       | 0      | 3           | 0          |
| I. Diomandé            | 11       | 0       | 8           | 2          | -                              | -                              | -                              | -                              | 4             | 0             | 0             | 0             | 15       | 0      | 8           | 2          |
| M. Erdinç              | 15       | 4       | 0           | 0          | 3+1                            | 1+0                            | 0                              | 0                              | 4             | 0             | 1             | 0             | 23       | 5      | 1           | 0          |
| M. Gradel              | 19       | 4       | 3           | 0          | 0+1                            | 0                              | 0                              | 0                              | 7             | 0             | 1             | 0             | 27       | 4      | 4           | 0          |
| R. Hamouma             | 17       | 2       | 3           | 0          | 2+2                            | 0+1                            | 0                              | 0                              | 6             | 0             | 0             | 0             | 27       | 3      | 3           | 0          |
| B. Karamoko            | 1        | 0       | 0           | 0          | 1+0                            | 0                              | 0                              | 0                              | -             | -             | -             | -             | 2        | 0      | 0           | 0          |
| F. Lemoine             | 25       | 2       | 6           | 0          | 2+2                            | 1+0                            | 0+1                            | 0                              | 8             | 0             | 2             | 0             | 37       | 3      | 9           | 0          |
| Y. Mollo               | 15       | 2       | 3           | 0          | 3+1                            | 0                              | 0                              | 0                              | 2             | 0             | 0             | 0             | 21       | 2      | 3           | 0          |
| K. Monnet-Paquet       | 19       | 1       | 0           | 0          | 2+2                            | 2+0                            | 0                              | 0                              | 7             | 1             | 1             | 0             | 30       | 4      | 1           | 0          |
| J. Moulin              | 0        | 0       | 0           | 0          | 0                              | 0                              | 0+1                            | 0                              | 0             | 0             | 0             | 0             | 0        | 0      | 1           | 0          |
| L. N'Guémo             | 5        | 1       | 0           | 0          | 2+0                            | 0                              | 0                              | 0                              | -             | -             | -             | -             | 7        | 1      | 0           | 0          |
| J. Nyemeck             | 0        | 0       | 0           | 0          | -                              | -                              | -                              | -                              | 0             | 0             | 0             | 0             | 0        | 0      | 0           | 0          |
| L. Perrin              | 17       | 0       | 0           | 0          | 3+2                            | 0                              | 0                              | 0                              | 7             | 0             | 2             | 0             | 29       | 0      | 2           | 0          |
| F. Pogba               | 13       | 1       | 0           | 0          | 1+1                            | 0                              | 0                              | 0                              | 6             | 0             | 0             | 0             | 21       | 1      | 0           | 0          |
| S. Ruffier             | 25       | -19     | 0           | 0          | 3+2                            | -4-1                           | 0                              | 0                              | 8             | -4            | 0             | 0             | 38       | -27    | 0           | 0          |
| A. Saint-Maximin       | 9        | 0       | 0           | 0          | 2+0                            | 0                              | 0                              | 0                              | 1             | 0             | 0             | 0             | 12       | 0      | 0           | 0          |
| M. Sall                | 17       | 1       | 6           | 0          | 1+1                            | 0                              | 0                              | 0                              | 7             | 1             | 2             | 0             | 26       | 2      | 8           | 0          |
| F. Tabanou             | 22       | 0       | 3           | 0          | 3+2                            | 1+0                            | 0+1                            | 0                              | 5             | 0             | 1             | 0             | 32       | 1      | 5           | 0          |
| K. Théophile-Catherine | 19       | 0       | 1           | 0          | 2+2                            | 0                              | 0+1                            | 0                              | 6             | 0             | 0             | 0             | 29       | 0      | 2           | 0          |
| B. Valette             | -        | -       | -           | -          | -                              | -                              | -                              | -                              | 0             | 0             | 0             | 0             | 0        | 0      | 0           | 0          |
| R. van Wolfswinkel     | 23       | 5       | 1           | 0          | 3+2                            | 3+0                            | 0                              | 0                              | 6             | 1             | 1             | 0             | 34       | 9      | 2           | 0          |